# Glypta kansensis
Glypta kansensis là một loài tò vò trong họ Ichneumonidae.